# Comuna de Rychwał
Rychwał (polaco: Gmina Rychwał) é uma gminy (comuna) na Polónia, na voivodia de Grande Polónia e no condado de Koniński. A sede do condado é a cidade de Rychwał.
De acordo com os censos de 2004, a comuna tem 8425 habitantes, com uma densidade 71,5 hab/km².

## Área
Estende-se por uma área de 117,82 km², incluindo:
- área agricola: 77%
- área florestal: 15%

## Demografia
Dados de 30 de Junho 2004:
|                      | Total   | Total | Mulheres | Mulheres | Homens  | Homens |
| -------------------- | ------- | ----- | -------- | -------- | ------- | ------ |
|                      | pessoas | %     | pessoas  | %        | pessoas | %      |
| População            | 8425    | 100   | 4293     | 51       | 4132    | 49     |
| Densidade (pop./km²) | 71,5    | 100   | 36,4     | 36,4     | 35,1    | 35,1   |

De acordo com dados de 2002, o rendimento médio per capita ascendia a 1320,27 zł.

## Subdivisões
- Biała Panieńska, Broniki, Czyżew, Dąbroszyn, Franki, Gliny, Grabowa, Grochowy, Jaroszewice Grodzieckie, Jaroszewice Rychwalskie, Kuchary Borowe, Kuchary Kościelne, Lubiny, Modlibogowice, Rozalin, Rybie, Siąszyce, Siąszyce Trzecie, Święcia, Wardężyn, Wola Rychwalska, Złotkowy, Zosinki.

## Comunas vizinhas
- Grodziec, Mycielin, Rzgów, Stare Miasto, Stawiszyn, Tuliszków